# Czaple (przystanek kolejowy)
Czaple – zamknięty w 1992 przystanek osobowy w Czaplach, w Polsce. Został on oddany do użytku 15 maja 1896 razem z linią kolejową z Jerzmanic Zdroju do Nowej Wsi Grodziskiej

## Położenie
Przystanek znajduje się we wschodniej części wsi Czaple. Administracyjnie położony jest on w województwie dolnośląskim, w powiecie złotoryjskim, w gminie Pielgrzymka.
Przystanek jest zlokalizowany na wysokości 254 m n.p.m.

## Linie kolejowe
Czaple są 9. punktem eksploatacyjnym na dawnej linii kolejowej nr 2842 Legnica – Pobiedna (34,571 km).

## Infrastruktura
Na przystanku znajdował się nieduży budynek dworca, szalet oraz peron.